# Copa da Liga Escocesa 1977–78
A Copa da Liga Escocesa de 1977-78 foi a 32º edição do segundo mais importante torneio eliminatório do futebol da Escócia. O campeão foi o Rangers F.C., que conquistou seu 9º título na história da competição ao vencer a final contra o Celtic F.C., pelo placar de 2 a 1.

## Premiação
| Copa da Liga Escocesa de 1977-78 |
| Escócia                          |
| -------------------------------- |
| Rangers F.C. Campeão (9º título) |